# Segunda División Profesional de Chile 2019
La Segunda División Profesional de Chile 2019 fue la 9.º edición de la tercera categoría del fútbol chileno. El campeonato lo organiza la Asociación Nacional de Fútbol Profesional (ANFP). Las novedades para este torneo, son las incorporaciones de Lautaro de Buin y Deportes Colina (quién cambió de nombre luego de convertirse en SADP, siendo anteriormente A.C. Colina), que ascendieron como campeón y subcampeón de la Tercera División A 2018, respectivamente. Además, estos 2 equipos serán debutantes, no solamente en la categoría, sino que también en el profesionalismo. Mientras que desde la Primera B, se incorpora el histórico San Marcos de Arica, quien participará también por primera vez en la categoría, luego de descender la temporada anterior.

## Sistema

### Formato del Torneo
La Fase Regular constará de 22 fechas, siendo 2 ruedas con 11 jornadas cada una. Al término de la fase regular, los equipos ubicados en los primeros seis lugares, clasificarán a una Liguilla de Ascenso, por el único ascenso a la Primera B para el 2020, mientras que los cinco últimos serán relegados a la Liguilla de Descenso, donde el último de la liguilla en cuestión, descenderá a la Tercera División A para el año 2020.

### Reglamento del Torneo
En este torneo, se observará el sistema de puntos, de acuerdo a la reglamentación de la Internacional F.A. Board, asignándose tres puntos, al equipo que resulte ganador; un punto, a cada uno en caso de empate; y cero punto al perdedor.
El orden de clasificación de los equipos, se determinará en una tabla de cómputo general, de la siguiente manera:
- A) Mayor cantidad de puntos obtenidos; en caso de igualdad;
- B) Mayor diferencia entre los goles marcados y recibidos; en caso de igualdad;
- C) Mayor cantidad de partidos ganados; en caso de igualdad;
- D) Mayor cantidad de goles convertidos; en caso de igualdad;
- E) Mayor cantidad de goles de visita marcados; en caso de igualdad;
- F) Menor cantidad de tarjetas rojas recibidas; en caso de igualdad;
- G) Menor cantidad de tarjetas amarillas recibidas; en caso de igualdad;
- H) Sorteo.

En cuanto al campeón del torneo 2019 y al descendido a la Tercera División A 2020, se definirá de acuerdo al siguiente sistema:
- A) Mayor cantidad de puntos obtenidos; en caso de igualdad;
- B) Partido de desempate en cancha neutral.

## Árbitros
Esta es la lista de árbitros del torneo de Segunda División Profesional 2019. Los árbitros de la Primera División, como de Primera B, pueden arbitrar en la parte final de este torneo, siempre y cuando no sean designados, para arbitrar en una fecha del campeonato de la categoría mencionada, así como los árbitros de esta lista, pueden dirigir en las dos categorías más altas si la ANFP así lo estime conveniente. Los árbitros del Fútbol Joven de Quilín; Diego Flores, Jorge Oses, Juan Sepúlveda, Nicolás Zamorano y Víctor Fuentealba, se incorporan a esta categoría, haciendo su debut como árbitros profesionales, mientras que los árbitros Miguel Araos, Claudio Cevasco, Nicolás Millas y Manuel Vergara, pasaron a arbitrar a la Primera B.
| Árbitros          | Edad    | Categoría |
| ----------------- | ------- | --------- |
| Víctor Abarzúa    | 37 años |           |
| Diego Flores      | 35 años |           |
| Víctor Fuentealba | 38 años |           |
| Cristián Galaz    | 35 años |           |
| Nicolás Medina    | 36 años |           |
| Jorge Oses        | 31 años |           |
| Juan Sepúlveda    | 35 años |           |
| Diego Vidal       | 35 años |           |
| Nicolás Zamorano  | 34 años |           |

### Ascensos y descensos
Un total de 11 equipos disputan la liga: los 6 primeros clasifican a la Liguilla de Ascenso mientras los 5 últimos a disputan la Liguilla de Permanencia. Luego de una bonificación según su posición en primera fase, el primer lugar logra el ascenso a la Primera B 2020, mientras el último desciende directamente a la Tercera División A 2020.
| Pos. | Descendidos de Primera B |
| ---- | ------------------------ |
| 20.º | San Marcos de Arica      |

| Pos. | Ascendidos de Tercera División A |
| ---- | -------------------------------- |
| 1.º  | Lautaro de Buin                  |
| 2.º  | Deportes Colina                  |

## Participantes

### Localización
| Equipo              | Región        | Ciudad                     |
| ------------------- | ------------- | -------------------------- |
| San Marcos de Arica | Arica         | Arica                      |
| Deportes Vallenar   | Atacama       | Vallenar                   |
| San Antonio Unido   | Valparaíso    | San Antonio                |
| Deportes Colina     | Metropolitana | Colina                     |
| Deportes Recoleta   | Metropolitana | Recoleta                   |
| Lautaro de Buin     | Metropolitana | Buin                       |
| Colchagua           | O'Higgins     | San Fernando               |
| General Velásquez   | O'Higgins     | San Vicente de Tagua Tagua |
| Independiente       | Maule         | Cauquenes                  |
| Fernández Vial      | Biobío        | Concepción                 |
| Iberia              | Biobío        | Los Ángeles                |

| Deportes Recoleta \| Lautaro de Buin Deportes Colina \| |
| Lautaro de Buin Deportes Colina                         |

| Lautaro de Buin Deportes Colina |

## Información
| Colchagua                                | Francisco Arrué  | Jorge Silva Valenzuela       | 6.000  | OneFit    | Greenvic   |
| Deportes Colina                          | Rodrigo Meléndez | Manuel Rojas del Río         | 4.000  | Training  |            |
| Deportes Recoleta                        | Fabián Marzuca   | Leonel Sánchez Lineros       | 431    | Training  | Contractal |
| Deportes Vallenar                        | Pablo Pacheco    | Nelson Rojas                 | 4.975  | KS7       | Sol        |
| Fernández Vial                           | Jorge Garcés     | Ester Roa Rebolledo          | 33.000 | CAFU      | Lucero     |
| General Velásquez                        | César Bustamante | Augusto Rodríguez            | 3.000  | Andrómeda | Multihogar |
| Iberia                                   | Jorge Contreras  | Municipal de Los Ángeles     | 4.150  | KS7       | CMPC       |
| Independiente                            | Luis Musrri      | Miguel Alarcón Osores        | 1.500  | Siker     | Multihogar |
| Lautaro de Buin                          | Jorge Miranda    | Lautaro                      | 1.500  | TDeportes |            |
| San Antonio Unido                        | Francisco Huerta | Olegario Henríquez Escalante | 5.000  | TDeportes |            |
| San Marcos de Arica                      | Felipe Cornejo   | Carlos Dittborn              | 14.373 | Siker     | TPA        |
| Actualizado el 16 de mayo de 2019, 19:30 |                  |                              |        |           |            |
| 1. 2.                                    |                  |                              |        |           |            |

## Restricción de edad
Para esta temporada, se acordó que los clubes tendrán que ser de categoría sub-25, pero podrán contar con cuatro excepciones, que no tendrán límites de edad. La restricción de edad sobre los cuatro cupos sub-25 no aplica a jugadores extranjeros.
| Jugadores Excepciones | Jugadores Excepciones | Jugadores Excepciones | Jugadores Excepciones | Jugadores Excepciones |
| Equipo                | Excepción 1           | Excepción 2           | Excepción 3           | Excepción 4           |
| --------------------- | --------------------- | --------------------- | --------------------- | --------------------- |
| Colchagua             | Felipe Lecaros        | Nicolás Astete        | Francisco Pizarro     | Matías Rubio          |
| Deportes Colina       | Felipe Retamal        | Lucas Faúndez         | Gerson Martínez       | Bandera de Chile      |
| Deportes Recoleta     | Christian Sepúlveda   | Ángel Rojas           | Luis Pacheco          | Diego Cuéllar         |
| Deportes Vallenar     | Carlos Julio          | Fidel Córdova         | Ariel Salinas         | Juan Toloza           |
| Fernández Vial        | Vincent Salas         | Gerson Valle          | Arturo Sanhueza       | Bibencio Servín       |
| General Velásquez     | Claudio Muñoz         | Manuel Olea           | Juan Pablo Carrasco   | Ignacio Ampuero       |
| Iberia                | Eduardo Miranda       | Daniel Castillo       | Patricio Troncoso     | Bandera de Chile      |
| Independiente         | Pablo Reinoso         | Gustavo León          | Alejandro Gaete       | José Torres           |
| Lautaro de Buin       | Andrés Sánchez        | Diego Olate           | Bandera de Chile      | Bandera de Chile      |
| San Antonio Unido     | David Reyes           | Miguel Aceval         | Humberto Suazo        | Eduardo Leal          |
| San Marcos de Arica   | Nery Veloso           | Eduardo Vilches       | Camilo Melivilu       | Renato González       |

## Extranjeros
Cada equipo podrá incluir dentro de su lista de jugadores a un extranjero. La información dada en la lista, puede variar durante el período de fichajes. Además algunos equipos pueden exceder este límite, siempre y cuando el período ya mencionado, aún no haya finalizado bajo la condición de que el jugador que exceda el límite, no esté inscrito reglamentariamente.
| Jugadores Extranjeros                         | Jugadores Extranjeros | Jugadores Extranjeros |
| Equipo                                        | Jugador               |                       |
| --------------------------------------------- | --------------------- | --------------------- |
| Colchagua                                     | Junio Lopes           |                       |
| Deportes Colina                               | No tiene              |                       |
| Deportes Recoleta                             | Alejandro Hincapié    |                       |
| Deportes Vallenar                             | Jonathan Chaves       |                       |
| Fernández Vial                                | Milton Alegre         |                       |
| General Velásquez                             | Nahuel Donadell       |                       |
| Iberia                                        | Arnaldo Castillo      |                       |
| Independiente                                 | Emiliano Pedreira     |                       |
| Lautaro de Buin                               | No tiene              |                       |
| San Antonio Unido                             | No tiene              |                       |
| San Marcos de Arica                           | Matías González       |                       |
| Actualizado el 23 de julio de 2019, 18:30 UTC |                       |                       |

## Clasificación
|                                        | Equipo                     | PTS | PJ | PG | PE | PP | GF | GC | DG  |
| -------------------------------------- | -------------------------- | --- | -- | -- | -- | -- | -- | -- | --- |
| 1.                                     | San Marcos de Arica        | 41  | 20 | 12 | 5  | 3  | 29 | 13 | +16 |
| 2.                                     | Colchagua                  | 31  | 20 | 9  | 4  | 7  | 43 | 30 | +13 |
| 3.                                     | Deportes Recoleta          | 28  | 20 | 8  | 4  | 8  | 33 | 25 | +8  |
| 4.                                     | General Velásquez          | 26  | 20 | 6  | 8  | 6  | 30 | 27 | +3  |
| 5.                                     | Deportes Vallenar          | 24  | 20 | 10 | 3  | 7  | 29 | 25 | +4  |
| 6.                                     | Deportes Iberia            | 24  | 20 | 5  | 9  | 6  | 24 | 25 | -1  |
| 7.                                     | San Antonio Unido          | 23  | 20 | 7  | 5  | 8  | 24 | 26 | -2  |
| 8.                                     | Deportes Colina            | 23  | 20 | 7  | 2  | 11 | 28 | 36 | -8  |
| 9.                                     | Fernández Vial             | 22  | 20 | 7  | 4  | 9  | 24 | 27 | -3  |
| 10.                                    | Independiente de Cauquenes | 22  | 20 | 7  | 4  | 9  | 24 | 38 | -14 |
| 11.                                    | Lautaro de Buin            | 19  | 20 | 6  | 4  | 10 | 26 | 42 | -16 |
| Actualizado el 1 de septiembre de 2019 |                            |     |    |    |    |    |    |    |     |

     Clasificados a la Liguilla de Ascenso.
     Relegados a la Liguilla de Descenso.
- Aplicada resta de tres puntos a San Antonio Unido por fallo del Tribunal de Disciplina.
- Aplicada resta de seis puntos a Deportes Vallenar por fallo del Tribunal de Disciplina.
- Aplicada resta de tres puntos a Deportes Vallenar por fallo del Tribunal de Disciplina.
- Aplicada resta de tres puntos a Fernández Vial por fallo del Tribunal de Disciplina.
- Aplicada resta de tres puntos a Independiente de Cauquenes por fallo del Tribunal de Disciplina.
- Aplicada resta de tres puntos a Lautaro de Buin por fallo del Tribunal de Disciplina.

## Evolución
| Equipo              | 01 | 02 | 03 | 04 | 05 | 06 | 07 | 08 | 09 | 10 | 11 | 12 | 13 | 14 | 15 | 16 | 17 | 18 | 19 | 20 | 21 | 22 |
| ------------------- | -- | -- | -- | -- | -- | -- | -- | -- | -- | -- | -- | -- | -- | -- | -- | -- | -- | -- | -- | -- | -- | -- |
| San Marcos de Arica | 8  | 8  | 6  | 3  | 2  | 2  | 1  | 1  | 1  | 1  | 1  | 1  | 1  | 1  | 1  | 1  | 1  | 1  | 1  | 1  | 1  | 1  |
| Colchagua           | 1  | 1  | 1  | 1  | 1  | 1  | 2  | 2  | 2  | 2  | 2  | 2  | 2  | 2  | 2  | 3  | 3  | 2  | 3  | 2  | 2  | 2  |
| Deportes Recoleta   | 7  | 6  | 4  | 7  | 6  | 7  | 8  | 6  | 3  | 4  | 3  | 4  | 5  | 3  | 3  | 2  | 2  | 3  | 2  | 3  | 3  | 3  |
| General Velásquez   | 10 | 10 | 8  | 8  | 7  | 3  | 3  | 5  | 7  | 3  | 5  | 6  | 8  | 7  | 5  | 4  | 5  | 4  | 4  | 4  | 4  | 4  |
| Deportes Vallenar   | 3  | 4  | 2  | 4  | 5  | 4  | 4  | 3  | 5  | 6  | 8  | 3  | 3  | 4  | 7  | 5  | 4  | 7  | 8  | 7  | 7  | 5  |
| Iberia              | 6  | 7  | 7  | 6  | 4  | 6  | 7  | 9  | 8  | 8  | 9  | 10 | 9  | 8  | 6  | 7  | 8  | 8  | 6  | 8  | 8  | 6  |
| San Antonio Unido   | 2  | 2  | 5  | 2  | 3  | 5  | 6  | 8  | 4  | 5  | 6  | 7  | 10 | 9  | 9  | 8  | 9  | 10 | 10 | 9  | 9  | 7  |
| Deportes Colina     | 9  | 3  | 3  | 5  | 8  | 8  | 10 | 10 | 10 | 11 | 10 | 8  | 11 | 10 | 10 | 11 | 11 | 11 | 11 | 11 | 10 | 8  |
| Fernández Vial      | 5  | 9  | 10 | 10 | 11 | 9  | 5  | 4  | 6  | 7  | 4  | 5  | 4  | 5  | 4  | 6  | 6  | 5  | 7  | 5  | 5  | 9  |
| Independiente       | 11 | 11 | 11 | 9  | 9  | 10 | 11 | 11 | 11 | 10 | 11 | 11 | 7  | 11 | 11 | 10 | 10 | 6  | 5  | 6  | 6  | 10 |
| Lautaro de Buin     | 4  | 5  | 9  | 11 | 10 | 11 | 9  | 7  | 9  | 9  | 7  | 9  | 6  | 6  | 8  | 9  | 7  | 9  | 9  | 10 | 11 | 11 |

| 1. 2. 3. |

## Resultados
- Los horarios corresponden al huso horario del Chile: UTC-4 en horario estándar y UTC-3 en horario de verano

### Primera Rueda
| San Antonio Unido          | 2 - 0 | General Velásquez | Fernando Ross Marchessi  | 6 de abril | 18:00 |
| Deportes Vallenar          | 2 - 1 | Deportes Colina   | Nelson Rojas             | 6 de abril | 18:00 |
| Fernández Vial             | 1 - 1 | Lautaro de Buin   | Ester Roa Rebolledo      | 7 de abril | 16:00 |
| Iberia                     | 0 - 0 | Deportes Recoleta | Municipal de Los Ángeles | 7 de abril | 16:00 |
| Independiente              | 0 - 5 | Colchagua         | Miguel Alarcón Osores    | 7 de abril | 16:00 |
| Libre: San Marcos de Arica |       |                   |                          |            |       |

| Deportes Recoleta    | 1 - 1 | San Marcos de Arica | Leonel Sánchez Lineros    | 13 de abril | 16:00 |
| Colchagua            | 3 - 1 | Deportes Vallenar   | Jorge Silva Valenzuela    | 14 de abril | 15:30 |
| General Velásquez    | 0 - 0 | Iberia              | Augusto Rodríguez         | 14 de abril | 16:00 |
| Lautaro de Buin      | 1 - 1 | San Antonio Unido   | Luis Navarro Avilés       | 14 de abril | 16:00 |
| Deportes Colina      | 4 - 3 | Fernández Vial      | Municipal de Lo Barnechea | 14 de abril | 16:00 |
| Libre: Independiente |       |                     |                           |             |       |

| San Antonio Unido     | 1 - 2 | Deportes Recoleta | Fernando Ross Marchessi  | 20 de abril | 16:00 |
| Deportes Vallenar     | 3 - 0 | Lautaro de Buin   | Nelson Rojas             | 20 de abril | 18:00 |
| General Velásquez     | 2 - 2 | Colchagua         | Augusto Rodríguez        | 21 de abril | 16:00 |
| Iberia                | 0 - 1 | Deportes Colina   | Municipal de Los Ángeles | 21 de abril | 16:00 |
| San Marcos de Arica   | 1 - 0 | Independiente     | Carlos Dittborn          | 21 de abril | 16:00 |
| Libre: Fernández Vial |       |                   |                          |             |       |

| Deportes Colina          | 1 - 3 | San Antonio Unido   | Manuel Rojas del Río    | 27 de abril | 15:00 |
| Lautaro de Buin          | 1 - 3 | San Marcos de Arica | Municipal de La Pintana | 28 de abril | 12:00 |
| Colchagua                | 0 - 3 | Iberia              | Jorge Silva Valenzuela  | 28 de abril | 15:30 |
| Fernández Vial           | 1 - 1 | General Velásquez   | Ester Roa Rebolledo     | 28 de abril | 16:00 |
| Independiente            | 2 - 1 | Deportes Vallenar   | Miguel Alarcón Osores   | 28 de abril | 16:00 |
| Libre: Deportes Recoleta |       |                     |                         |             |       |

| Deportes Recoleta        | 1 - 1 | Lautaro de Buin | Leonel Sánchez Lineros   | 4 de mayo | 16:00 |
| San Antonio Unido        | 0 - 4 | Colchagua       | Fernando Ross Marchessi  | 4 de mayo | 18:00 |
| General Velásquez        | 3 - 1 | Deportes Colina | Augusto Rodríguez        | 5 de mayo | 16:00 |
| Iberia                   | 2 - 2 | Independiente   | Municipal de Los Ángeles | 5 de mayo | 16:00 |
| San Marcos de Arica      | 1 - 0 | Fernández Vial  | Carlos Dittborn          | 5 de mayo | 16:00 |
| Libre: Deportes Vallenar |       |                 |                          |           |       |

| Deportes Colina        | 1 - 2 | San Marcos de Arica | Municipal Manuel Rojas del Río | 11 de mayo | 16:00 |
| Deportes Vallenar      | 2 - 1 | Iberia              | Nelson Rojas                   | 11 de mayo | 18:00 |
| Colchagua              | 2 - 1 | Deportes Recoleta   | Jorge Silva Valenzuela         | 11 de mayo | 18:00 |
| Independiente          | 2 - 4 | General Velásquez   | Miguel Alarcón Osores          | 12 de mayo | 15:45 |
| Fernández Vial         | 1 - 0 | San Antonio Unido   | Ester Roa Rebolledo            | 13 de mayo | 20:00 |
| Libre: Lautaro de Buin |       |                     |                                |            |       |

| Lautaro de Buin     | 4 - 2 | Deportes Colina   | Municipal de La Pintana | 17 de mayo | 16:00 |
| San Antonio Unido   | 0 - 0 | Independiente     | Fernando Ross Marchessi | 18 de mayo | 16:00 |
| Deportes Recoleta   | 0 - 1 | Fernández Vial    | Leonel Sánchez Lineros  | 19 de mayo | 15:00 |
| General Velásquez   | 2 - 2 | Deportes Vallenar | Augusto Rodríguez       | 19 de mayo | 16:00 |
| San Marcos de Arica | 3 - 1 | Colchagua         | Carlos Dittborn         | 19 de mayo | 16:00 |
| Libre: Iberia       |       |                   |                         |            |       |

| Deportes Colina          | 0 - 4 | Deportes Recoleta   | Manuel Rojas del Río     | 25 de mayo | 15:00 |
| Deportes Vallenar        | 1 - 1 | San Marcos de Arica | Carlos Dittborn          | 25 de mayo | 18:00 |
| Colchagua                | 1 - 2 | Fernández Vial      | Jorge Silva Valenzuela   | 25 de mayo | 18:00 |
| Independiente            | 1 - 2 | Lautaro de Buin     | Miguel Alarcón Osores    | 26 de mayo | 15:45 |
| Deportes Iberia          | 1 - 1 | San Antonio Unido   | Municipal de Los Ángeles | 26 de mayo | 16:00 |
| Libre: General Velásquez |       |                     |                          |            |       |

| San Antonio Unido      | 4 - 2 | Deportes Vallenar | Fernando Ross Marchessi | 2 de junio  | 12:00 |
| Deportes Recoleta      | 8 - 0 | Independiente     | Leonel Sánchez Lineros  | 2 de junio  | 15:00 |
| Fernández Vial         | 0 - 1 | Iberia            | Ester Roa Rebolledo     | 2 de junio  | 18:00 |
| Lautaro de Buin        | 2 - 6 | Colchagua         | Municipal de La Pintana | 19 de junio | 15:00 |
| San Marcos de Arica    | 1 - 0 | General Velásquez | Carlos Dittborn         | 26 de junio | 16:00 |
| Libre: Deportes Colina |       |                   |                         |             |       |

| Colchagua                | 2 - 1 | Deportes Colina     | Jorge Silva Valenzuela   | 8 de junio  | 18:00 |
| General Velásquez        | 2 - 1 | Lautaro de Buin     | Augusto Rodríguez        | 9 de junio  | 15:30 |
| Independiente            | 3 - 0 | Fernández Vial      | Miguel Alarcón Osores    | 9 de junio  | 15:45 |
| Iberia                   | 2 - 4 | San Marcos de Arica | Municipal de Los Ángeles | 9 de junio  | 16:00 |
| Deportes Vallenar        | 2 - 0 | Deportes Recoleta   | Nelson Rojas             | 26 de junio | 20:00 |
| Libre: San Antonio Unido |       |                     |                          |             |       |

| Deportes Colina   | 3 - 1 | Independiente       | Manuel Rojas del Río    | 15 de junio | 15:00 |
| Deportes Recoleta | 2 - 1 | General Velásquez   | Leonel Sánchez Lineros  | 15 de junio | 15:00 |
| San Antonio Unido | 0 - 4 | San Marcos de Arica | Fernando Ross Marchessi | 15 de junio | 16:00 |
| Lautaro de Buin   | 4 - 2 | Iberia              | Municipal de La Pintana | 16 de junio | 15:30 |
| Fernández Vial    | 2 - 1 | Deportes Vallenar   | Ester Roa Rebolledo     | 16 de junio | 16:00 |
| Libre: Colchagua  |       |                     |                         |             |       |

### Segunda Rueda
| Deportes Colina       | 2 - 0 | General Velásquez | Manuel Rojas del Río     | 22 de junio | 15:00 |
| Deportes Vallenar     | 1 - 0 | San Antonio Unido | Nelson Rojas             | 22 de junio | 18:00 |
| Independiente         | 2 - 1 | Deportes Recoleta | Miguel Alarcón Osores    | 23 de junio | 15:45 |
| San Marcos de Arica   | 2 - 0 | Lautaro de Buin   | Carlos Dittborn          | 23 de junio | 16:00 |
| Deportes Iberia       | 0 - 0 | Colchagua         | Municipal de Los Ángeles | 23 de junio | 16:00 |
| Libre: Fernández Vial |       |                   |                          |             |       |

| Fernández Vial           | 1 - 0 | Deportes Colina     | Ester Roa Rebolledo     | 29 de junio | 18:00 |
| Deportes Recoleta        | 2 - 2 | Deportes Iberia     | Leonel Sánchez Lineros  | 30 de junio | 15:00 |
| Colchagua                | 0 - 1 | San Marcos de Arica | Jorge Silva Valenzuela  | 30 de junio | 15:30 |
| General Velásquez        | 1 - 2 | Independiente       | Augusto Rodríguez       | 30 de junio | 15:30 |
| Lautaro de Buin          | 2 - 1 | Deportes Vallenar   | Municipal de La Pintana | 1 de julio  | 16:00 |
| Libre: San Antonio Unido |       |                     |                         |             |       |

| Deportes Colina        | 2 - 2 | Colchagua         | Manuel Rojas del Río    | 6 de julio | 15:00 |
| San Antonio Unido      | 0 - 0 | Fernández Vial    | Fernando Ross Marchessi | 6 de julio | 16:00 |
| Deportes Vallenar      | 2 - 2 | General Velásquez | Nelson Rojas            | 6 de julio | 18:00 |
| San Marcos de Arica    | 1 - 2 | Deportes Recoleta | Carlos Dittborn         | 7 de julio | 12:30 |
| Independiente          | 0 - 0 | Deportes Iberia   | Miguel Alarcón Osores   | 7 de julio | 15:45 |
| Libre: Lautaro de Buin |       |                   |                         |            |       |

| Deportes Recoleta      | 2 - 1 | Deportes Vallenar   | Leonel Sánchez Lineros   | 13 de julio | 15:00 |
| Fernández Vial         | 2 - 0 | San Marcos de Arica | Ester Roa Rebolledo      | 13 de julio | 18:00 |
| Colchagua              | 5 - 3 | Independiente       | Jorge Silva Valenzuela   | 13 de julio | 18:00 |
| General Velásquez      | 2 - 1 | San Antonio Unido   | Augusto Rodríguez        | 14 de julio | 15:30 |
| Deportes Iberia        | 2 - 0 | Lautaro de Buin     | Municipal de Los Ángeles | 14 de julio | 16:00 |
| Libre: Deportes Colina |       |                     |                          |             |       |

| San Antonio Unido          | 3 - 1 | Deportes Iberia   | Fernando Ross Marchessi | 20 de julio | 16:00 |
| Deportes Vallenar          | 1 - 0 | Colchagua         | Nelson Rojas            | 20 de julio | 18:00 |
| General Velásquez          | 4 - 1 | Fernández Vial    | Augusto Rodríguez       | 21 de julio | 15:30 |
| Independiente              | 2 - 1 | Deportes Colina   | Miguel Alarcón Osores   | 21 de julio | 15:45 |
| Lautaro de Buin            | 0 - 3 | Deportes Recoleta | Municipal de La Pintana | 24 de julio | 15:30 |
| Libre: San Marcos de Arica |       |                   |                         |             |       |

| Deportes Colina          | 1 - 2 | Deportes Vallenar | Manuel Rojas del Río     | 27 de julio | 15:00 |
| Fernández Vial           | 1 - 1 | Independiente     | Ester Roa Rebolledo      | 27 de julio | 19:00 |
| Colchagua                | 1 - 2 | Lautaro de Buin   | Jorge Silva Valenzuela   | 28 de julio | 15:30 |
| Deportes Iberia          | 1 - 1 | General Velásquez | Municipal de Los Ángeles | 28 de julio | 16:00 |
| San Marcos de Arica      | 2 - 0 | San Antonio Unido | Carlos Dittborn          | 28 de julio | 16:00 |
| Libre: Deportes Recoleta |       |                   |                          |             |       |

| Deportes Recoleta        | 0 - 3 | Colchagua       | Leonel Sánchez Lineros  | 3 de agosto | 15:00 |
| San Antonio Unido        | 3 - 0 | Deportes Colina | Fernando Ross Marchessi | 3 de agosto | 16:00 |
| Lautaro de Buin          | 1 - 2 | Independiente   | Municipal de La Pintana | 3 de agosto | 17:00 |
| Deportes Vallenar        | 1 - 0 | Fernández Vial  | Nelson Rojas            | 3 de agosto | 18:00 |
| San Marcos de Arica      | 1 - 1 | Deportes Iberia | Carlos Dittborn         | 4 de agosto | 16:00 |
| Libre: General Velásquez |       |                 |                         |             |       |

| Deportes Colina   | 4 - 2 | Lautaro de Buin     | Manuel Rojas del Río     | 10 de agosto | 15:00 |
| Fernández Vial    | 1 - 3 | Deportes Recoleta   | Ester Roa Rebolledo      | 10 de agosto | 19:00 |
| General Velásquez | 0 - 0 | San Marcos de Arica | Augusto Rodríguez        | 11 de agosto | 15:30 |
| Independiente     | 1 - 0 | San Antonio Unido   | Miguel Alarcón Osores    | 11 de agosto | 15:45 |
| Deportes Iberia   | 2 - 1 | Deportes Vallenar   | Municipal de Los Ángeles | 11 de agosto | 16:00 |
| Libre: Colchagua  |       |                     |                          |              |       |

| Deportes Recoleta      | 0 - 1 | San Antonio Unido | Leonel Sánchez Lineros  | 17 de agosto | 15:00 |
| Lautaro de Buin        | 0 - 4 | Fernández Vial    | Municipal de La Pintana | 17 de agosto | 15:30 |
| Deportes Vallenar      | 1 - 0 | Independiente     | Nelson Rojas            | 17 de agosto | 18:00 |
| Colchagua              | 2 - 2 | General Velásquez | Jorge Silva Valenzuela  | 18 de agosto | 15:30 |
| San Marcos de Arica    | 0 - 0 | Deportes Colina   | Carlos Dittborn         | 18 de agosto | 16:00 |
| Libre: Deportes Iberia |       |                   |                         |              |       |

| Deportes Colina          | 1 - 0 | Deportes Iberia     | Manuel Rojas del Río    | 24 de agosto | 15:30 |
| Fernández Vial           | 1 - 2 | Colchagua           | Ester Roa Rebolledo     | 24 de agosto | 15:30 |
| General Velásquez        | 3 - 1 | Deportes Recoleta   | Augusto Rodríguez       | 24 de agosto | 15:30 |
| Independiente            | 0 - 1 | San Marcos de Arica | Miguel Alarcón Osores   | 24 de agosto | 15:30 |
| San Antonio Unido        | 1 - 1 | Lautaro de Buin     | Fernando Ross Marchessi | 24 de agosto | 15:30 |
| Libre: Deportes Vallenar |       |                     |                         |              |       |

| Colchagua            | 2 - 3 | San Antonio Unido | Jorge Silva Valenzuela   | 1 de septiembre | 15:30 |
| Deportes Iberia      | 3 - 2 | Fernández Vial    | Municipal de Los Ángeles | 1 de septiembre | 15:30 |
| Deportes Recoleta    | 0 - 2 | Deportes Colina   | Leonel Sánchez Lineros   | 1 de septiembre | 15:30 |
| Lautaro de Buin      | 1 - 0 | General Velásquez | Municipal de La Pintana  | 1 de septiembre | 15:30 |
| San Marcos de Arica  | 0 - 1 | Deportes Vallenar | Carlos Dittborn          | 1 de septiembre | 15:30 |
| Libre: Independiente |       |                   |                          |                 |       |

## Liguilla de ascenso
Los seis clubes clasificados de la Fase Regular, se enfrentan todos contra todos en dos ruedas, totalizando 10 fechas. El que gane la liguilla será el campeón, y ascenderá al Campeonato AS.com Primera B, para la temporada 2020. Los clubes reciben una bonificación, según su posición al final de la Fase Regular: 6 puntos para el primero, 5 puntos para el segundo, 4 puntos para el tercero, 3 puntos para el cuarto, 2 puntos para el quinto y 1 punto para el sexto.
|                                        | Equipo                       | PTS | PJ | PG | PE | PP | GF | GC | DG | PB |
| -------------------------------------- | ---------------------------- | --- | -- | -- | -- | -- | -- | -- | -- | -- |
| 1.                                     | San Marcos de Arica (C), (A) | 17  | 6  | 3  | 2  | 1  | 8  | 4  | 4  | 6  |
| 2.                                     | Colchagua                    | 16  | 6  | 3  | 2  | 1  | 9  | 5  | 4  | 5  |
| 3.                                     | Deportes Recoleta            | 10  | 6  | 2  | 0  | 4  | 11 | 12 | -1 | 4  |
| 4.                                     | Deportes Vallenar            | 10  | 6  | 2  | 2  | 2  | 6  | 7  | -1 | 2  |
| 5.                                     | General Velásquez            | 9   | 6  | 1  | 3  | 2  | 5  | 7  | -2 | 3  |
| 6.                                     | Iberia                       | 7   | 6  | 1  | 3  | 2  | 9  | 13 | 4  | 1  |
| Actualizado el 12 de noviembre de 2019 |                              |     |    |    |    |    |    |    |    |    |

(A) Ascendido; (C) Campeón.
     Campeón. Asciende a la Primera B.
     Se mantienen en la categoría.

## Liguilla de descenso
Los cinco clubes relegados de la Fase Regular, se enfrentan todos contra todos en dos ruedas, totalizando 10 fechas. El club que finalice en la última posición, descenderá al Campeonato Diario La Cuarta Tercera División A, para la temporada 2020. Los clubes reciben una bonificación según su posición al final de la Fase Regular: 5 puntos para el primero, 4 puntos para el segundo, 3 puntos para el tercero, 2 puntos para el cuarto y 1 punto para el quinto.
Solo por este año, no habrán descensos, por lo cual, Lautaro de Buin mantendrá la categoría para el torneo del año 2020.
|                                        | Equipo            | PTS | PJ | PG | PE | PP | GF | GC | DG | PB |
| -------------------------------------- | ----------------- | --- | -- | -- | -- | -- | -- | -- | -- | -- |
| 7.                                     | Deportes Colina   | 12  | 4  | 2  | 2  | 0  | 7  | 5  | 2  | 4  |
| 8.                                     | Fernández Vial    | 12  | 5  | 2  | 3  | 0  | 6  | 4  | 2  | 3  |
| 9.                                     | San Antonio Unido | 11  | 5  | 2  | 0  | 3  | 6  | 7  | -1 | 5  |
| 10.                                    | Independiente     | 7   | 5  | 1  | 2  | 2  | 6  | 7  | -1 | 2  |
| 11.                                    | Lautaro de Buin   | 4   | 5  | 0  | 3  | 2  | 4  | 6  | -2 | 1  |
| Actualizado el 22 de diciembre de 2019 |                   |     |    |    |    |    |    |    |    |    |

     Se mantienen en la categoría.

## Campeón
|                     |
| San Marcos de Arica |
| 1.º título          |
|                     |

## Estadísticas

### Goleadores
| Roberto Riveros                        | Colchagua           | 12 |
| Nahuel Donadell                        | General Velásquez   | 12 |
| Francisco Pizarro                      | Colchagua           | 11 |
| Camilo Melivilú                        | San Marcos de Arica | 11 |
| Gerson Martínez                        | Deportes Colina     | 10 |
| José Torres                            | Independiente       | 9  |
| Hugo Herrera                           | Lautaro de Buin     | 9  |
| Zederick Vega                          | San Antonio Unido   | 9  |
| Sebastián Julio                        | Deportes Colina     | 8  |
| Diego Cuéllar                          | Deportes Recoleta   | 8  |
| Matías Zamora                          | Deportes Vallenar   | 8  |
| Carlos Sepúlveda                       | General Velásquez   | 8  |
| Arnaldo Castillo                       | Iberia              | 8  |
| Mauricio Flores                        | Lautaro de Buin     | 8  |
| Nicolás Carvajal                       | Colchagua           | 6  |
| Franco Ortega                          | Fernández Vial      | 6  |
| Milton Alegre                          | Fernández Vial      | 6  |
| Alex Díaz                              | Iberia              | 6  |
| Eduardo Vilches                        | San Marcos de Arica | 6  |
| Matías González                        | San Marcos de Arica | 6  |
| Nicolás Astete                         | Colchagua           | 5  |
| Leonardo Uribe                         | Deportes Recoleta   | 5  |
| Juan Méndez                            | Fernández Vial      | 5  |
| Bairon Monroy                          | Independiente       | 5  |
| Actualizado el 22 de noviembre de 2019 |                     |    |

### Autogoles
Fecha de actualización: 12 de noviembre de 2019
| Autogoles         | Autogoles           | Autogoles           | Autogoles | Autogoles             |
| Jugador           | Equipo              | Favorecido          | Anotado   | Fecha                 |
| ----------------- | ------------------- | ------------------- | --------- | --------------------- |
| Ángel Rojas       | San Antonio Unido   | Lautaro de Buin     | 1         | 2°                    |
| Emiliano Pedreira | Independiente       | San Marcos de Arica | 1         | 3°                    |
| Alejandro Gaete   | Independiente       | Lautaro de Buin     | 1         | 8°                    |
| Gustavo Aguayo    | Independiente       | Deportes Recoleta   | 1         | 12°                   |
| Cristóbal Parry   | Fernández Vial      | Deportes Recoleta   | 1         | 19°                   |
| Matías González   | San Marcos de Arica | Deportes Vallenar   | 1         | 6° (Liguilla Ascenso) |
| Eric Ahumada      | Iberia              | Deportes Recoleta   | 1         | 6° (Liguilla Ascenso) |

## Entrenadores
| Listado de Entrenadores | Listado de Entrenadores | Listado de Entrenadores |
| Equipo                  | Entrenador              | Jornadas                |
| ----------------------- | ----------------------- | ----------------------- |
| Independiente           | Marcos Sepúlveda        | 1.º - 6.º               |
| Independiente           | Ariel Pereyra           | 7.º en adelante         |
| General Velásquez       | Elvis Aliaga            | 1.º - 10.º              |
| General Velásquez       | César Bustamante        | 11.º en adelante        |
| Iberia                  | Roberto Rojas           | 1.º - 10.º              |
| Iberia                  | Alejandro Saavedra      | 11.ª                    |
| Iberia                  | Jorge Contreras         | 12.º en adelante        |